# Лучицы (Волынская область)
Лучицы (укр. Лучиці) — село в Боратинской сельской общине Луцкого района Волынской области Украины.
Код КОАТУУ — 0722885104. Население по переписи 2001 года составляет 140 человек. Почтовый индекс — 45662. Телефонный код — 332. Занимает площадь 0,297 км².